# Echeclo (figlio di Agenore)
Echeclo è un personaggio della mitologia greca, che appare nel XX libro dell' Iliade.

## Il mito
Giovanissimo guerriero troiano figlio di Agenore, fu ucciso da Achille che era ritornato a combattere in seguito all'uccisione del suo amico Patroclo per mano di Ettore; l'eroe acheo prese le armi nuove che Vulcano aveva consegnato a Teti, e si gettò nel combattimento tremendo ed inesorabile vendicatore. Echeclo non uccise alcun nemico durante gli scontri tra Greci e Troiani ma mostrò notevole coraggio nel duello fatale contro Achille: venne colpito dalla spada nemica (xiphos) in piena testa e morì con il cranio spaccato che versava sangue da ogni parte.
(Omero, Iliade, libro XX, 474-77, traduzione di Giovanni Cerri)

### Fonti
- Omero, libro XX 474

### Traduzione delle fonti
- Omero, Iliade, quinta edizione, Bergamo, BUR, 2005, ISBN 88-17-17273-1. Traduzione di Giovanni Cerri